# زرآباد (قزوین)
زر آباد روستایی در شمال شهرستان قزوین و در منطقه الموت بخش رودبار الموت شرقی می‌باشد. این روستا در نزدیکی دریاچه اوان واقع شده است. روستای زر آباد به واسطه داشتن درخت چنار خونبار معروف است. دراطراف زر آباد روستاهای اوان، زواردشت و ازگنین قرار گرفته‌اند. اهالی زر آباد به زبان تاتی صحبت می‌کنند.

## جمعیت
این روستا در دهستان معلم کلایه قرار داشته و براساس سرشماری سال ۱۳۸۵جمعیت آن ۳۴۲نفر (۱۲۹خانوار) بوده است.